# Obersturmführer
Obersturmführer naziv je za čin Sturmabteilunga i Schutzstaffela. Prevodi se kao “Viši jurišni vođa”. Čin Obersturmführera stvoren je 1932. godine, kao rezultat proširenja Sturmabteilunga (SA) i potrebe za proširenjem časničkih činova. Obersturmführer istovremeno je postao i činom SS-a.
SA-Obersturmführer bio je obično zapovjednik satnije koja je imala od 50 do 100 vojnika.  U SS-u, čin Obersturmführera nosio je više dužnosti sa sobom, od časnika Gestapa, nadzornika u koncentracijskome logoru, zapovjednika voda Waffen SS-a, itd. I u SS-u i u SA-u Obersturmführer je bio čin jednak Oberleutnantu u njemačkom Wehrmachtu.
Obilježje Obersturmführera bile su tri srebrne točke i jedna srebrna linija na kolarnoj oznaci čina. Bio je čin iznad Untersturmführera (ili Sturmführera u SA-u), i niži od čina  Hauptsturmführera.